# Einar Åseby
Einar Teodor Åseby, född 6 december 1903 i Olofström, Blekinge län, död 22 augusti 1974 i Lunds Allhelgonaförsamling, var en svensk psykiater.
Efter studentexamen i Karlstad 1922 blev Åseby medicine kandidat 1928 och medicine licentiat vid Uppsala universitet 1934. Han var vikarierande provinsialläkare och vikarierande underläkare 1934–38, förste underläkare vid medicinska avdelningen på Gävle lasarett 1938–1942, praktiserande läkare i Gävle 1942–1946, i Sigtuna 1948–1952, läkare, förste läkare och biträdande överläkare vid Mariebergs sjukhus i Kristinehamn 1953–1957, överläkare i hjälpverksamheten där 1957–1960 samt därefter överläkare vid och chef för Falbygdens sjukhus i Falköping. Han var psykiatrisk konsult vid Örebro lasarett 1955–1956 samt periodvis tillförordnad byråchef i Medicinalstyrelsen.